# Saison 4 de La Quatrième Dimension
Chronologie
Saison 3 Saison 5
Cet article présente le guide des épisodes de la quatrième saison de la série télévisée La Quatrième Dimension.

## Épisodes

### Épisode 1:À son image
- Titre original : In His Image
- Numéro : 103 (4-01)
- Scénariste : Charles Beaumont
- Réalisateur : Perry Lafferty (en)
- Diffusion : 
  -  États-Unis : 3 janvier 1963 sur CBS
- Distribution : George Grizzard (Alan Talbot, Walter Ryder), Gail Kobe (Jessica).
- Résumé : 
  - Alan Talbot est, en apparence, un homme « normal ». Il travaille à l'université, et a rencontré peu de temps auparavant Jessica dont il est tombé amoureux. Mais un soir, il se retrouve seul dans le métro, puis y est abordé par une vieille femme qui le harcèle avec des oracles maléfiques. Il la pousse sur les rails du métro et s'enfuit. Le lendemain, Alan emmène sa fiancée dans sa ville natale, Cœurville, pour lui montrer ses lieux de vie et pour rendre visite à sa tante Mildred. À sa grande surprise, la ville a changé du tout au tout en à peine une semaine, et personne n'a jamais entendu parler de la famille Talbot. Le bar du restaurant n'existe pas, la maison de tante Mildred est occupée par un homme qui déclare y vivre depuis 9 ans, sur les lieux occupés par l'université dans laquelle Alan travaille, il n'y a qu'un champ. Se rendant au cimetière avec Jessica, il trouve la tombe de Mildred, morte cinquante ans auparavant. Son parrain, le sherif, est mort aussi. Angoissé, Alan cherche dans l'annuaire téléphonique le nom d'un certain Walter Ryder Jr. dont le nom lui est venu en mémoire sans qu'il sache de qui il s'agit. Alors qu'une pulsion meurtrière le pousse à tuer Jessica, il se blesse le poignet et découvre des fils électriques et des mécanismes robotiques dans son corps ! Tandis que Jessica, de peur, le quitte précipitamment, il se rend chez Walter Ryder qui est son parfait sosie ! L'homme lui explique qu'Alan n'est pas un être humain mais un androïde fabriqué par lui et une équipe de savants. Le but était scientifique, même si des considérations personnelles étaient entrées en jeu : le but était de faire une créature qui soit l'inverse de Walter, à savoir une personne engageante et courageuse. Walter présente à Alan ses précédents « essais » : Alan Talbot no 1 et Alan Talbot no 2, à qui il avait aussi donné ses traits. Walter ajoute que les troubles dont souffre Alan prouvent que les circuits robotiques ont des défaillances, entraînant un comportement erratique. À la suite de ces révélations, Alan refuse de renoncer à sa vie et demande à Walter de le réparer afin de pouvoir se marier avec Jessica et de vivre une vie normale. Walter répond que c'est impossible. Alan « disjoncte » une nouvelle fois, et une lutte s'engage entre les deux hommes. Le vainqueur se rend alors à l'hôtel pour voir Jessica : il propose à la jeune femme d'oublier ce qu'elle a vécu récemment et de tout recommencer sur de nouvelles bases. On comprend alors que l'androïde Alan a été vaincu et détruit, tandis que l'humain Walter a pris sa place pour commencer enfin à vivre vraiment.
- Remarques : 
  - Cet épisode commence la quatrième saison, et celui-ci et les dix-sept qui suivent durent cinquante minutes et ne sont pas doublés en français.
  - Comme dans l'épisode 24 de la saison 2 de La Quatrième Dimension, il est fait référence à la nouvelle Rip Van Winkle de Washington Irving, récit de voyage dans le temps par le sommeil.
  - Le titre fait référence à la Bible, Genèse 1,26 où « Dieu créa l'homme à son image ».

### Épisode 2:Une tombe à55 mètresde fond
- Titre original : The Thirty-Fathom Grave
- Numéro : 104 (4-02)
- Scénariste : Rod Serling
- Réalisateur : Perry Lafferty (en)
- Diffusion : 
  -  États-Unis : 10 janvier 1963 sur CBS
- Distribution : Mike Kellin (Bell), Simon Oakland (Beecham), David Cheiner (médecin), John Considine (McClure), Bill Bixby (OOD), Conlan Carter (Marmer), Forrest Compton (officiers).
- Résumé : En 1963, les membres d'équipage d'un navire de guerre américain entendent comme des coups de marteau répétés émanant d'une épave de sous-marin. Le commandant envoie le plongeur McClure explorer l'épave, coulée durant la Seconde Guerre mondiale. L'équipage effrayé se demande comment des bruits peuvent se faire entendre d'un sous-marin coulé depuis 21 ans. Pendant ce temps, le premier-maître Bell est victime d'hallucinations et de cauchemars : il voit des marins morts lui faire signe de le suivre. Bell révèle au commandant qu'il a fait partie de l'équipage du sous-marin qui avait été jadis coulé par les Japonais, et dont il fut le seul survivant. Lui-même s'estime responsable de la destruction du sous-marin car il avait mal monté la garde et avait permis aux Japonais de repérer le submersible. Enfin, traumatisé par ses hallucinations et son sentiment de culpabilité, il se jette à l'eau. On tente en vain de le retrouver et de le repêcher. McClure, qui s'est rendu à l'intérieur du sous-marin, revient à bord du navire : il a vu les cadavres de huit hommes d'équipage, dont l'un tenait un marteau à la main, comme si c'était lui qui faisait le bruit mystérieux.
- Remarque : Les prises extérieures du destroyer sont celles de l'USS Mullinnix, tandis que les décors intérieurs ont été tournés sur l'USS Edson.  Bill Bixby mondialement connu pour son rôle du docteur Banner dans la série L'Incroyable Hulk  fait l'une de ses premières apparition (OOD).

### Épisode 3:La Vallée de l'ombre
- Titre original : Valley of the Shadow
- Numéro : 105 (4-03)
- Scénariste : Charles Beaumont
- Réalisateur : Perry Lafferty (en)
- Diffusion : 
  -  États-Unis : 17 janvier 1963 sur CBS
- Distribution :

- David Opatoshu (Dorn)
- Ed Nelson (Philip Redfield)
- Natalie Trundy (Ellen Marshall)
- Jacques Aubuchon (Connolly)
- Dabbs Greer (Evans)
- James Doohan (Père)
- Morgan Brittany (la fillette)

- Résumé : Le journaliste Philip Redfield, accompagné de son chien Rowdy, se perd en voiture dans la campagne et arrive à un village appelé Vallée paisible. Il y règne une ambiance étrange et inhospitalière : les habitants semblent pressés de voir Philip repartir. Cependant une fillette fait disparaître le chien à l'aide d'un petit appareil ; le chien réapparaît quelques minutes plus tard grâce à un habitant. Ellen Marshall, la jeune tenancière de l'hôtel, se comporte de manière embarrassée et annonce que l'hôtel est complet, alors qu'il n'y a personne. Philip est très intrigué mais quitte néanmoins le village. Arrivé à l'orée de celui-ci, sa voiture se fracasse contre un mur invisible et Rowdy est tué par le choc. Des hommes du village surgissent aussitôt, redonnent vie au chien et emmènent Philip à la mairie. Là, le maire et deux adjoints lui révèlent la vérité : un siècle auparavant un extraterrestre avait donné à leurs aïeux le secret de l'arrangement de la matière et de l'espace, à condition que ces connaissances demeurent totalement secrètes. On donne donc le choix à Philip qui en sait trop : soit il est exécuté, soit il accepte de rester là toute sa vie, car le secret ne doit pas sortir du village. Philip choisit de rester et se retrouve prisonnier dans une maison cernée de murs invisibles. Il se lie d'amitié avec Ellen Marshall qui accepte de s'enfuir avec lui. Philip vole à la mairie le livre qui contient les formules du changement de la matière, et abat les trois élus qui voulaient l'en empêcher. Tandis qu'il s'enfuit avec Ellen Marshall, sa voiture est stoppée : cette évasion était un piège destiné à tester son comportement. Le maire est à présent convaincu que les connaissances du village seraient employées de façon destructrice si elle sortaient à l'extérieur, et il doit appliquer à Philip une solution radicale. Philip est endormi et sa mémoire effacée ; il se retrouve au village au moment où il venait d'y arriver. Il repart ne se souvenant de rien. Seule Ellen Marshall le regarde partir avec nostalgie, car elle était tombée amoureuse de lui.
- Remarque : Morgan Brittany (la fillette) joue son 3ème personnage dans la série ( Saison 1 Épisode 29,saison 5 Épisode 28)

### Épisode 4:Il est vivant
- Titre original : He's Alive
- Numéro : 106 (4-04)
- Scénariste : Rod Serling
- Réalisateur : Stuart Rosenberg
- Diffusion : 
  -  États-Unis : 24 janvier 1963 sur CBS
- Distribution : Dennis Hopper (Peter Vollmer), Ludwig Donath (Ernst Ganz), Paul Mazursky (Frank), Howard Caine (Nick), Curt Conway (Adolf Hitler)
- Résumé : L'enfance de Peter Vollmer a été bien malheureuse. Fils d'une mère folle et d'un père alcoolique et violent, il a été recueilli par Ernst Ganz, un Juif rescapé de Dachau. Mais Peter adulte est devenu néo-nazi et tente de séduire le public par des propos racistes et alarmistes, dans des meetings politiques quasi déserts. Tandis qu'après s'être fait battre par des citoyens exaspérés, il doute de ses capacités de meneur d'hommes, un mystérieux inconnu au visage toujours dans l'ombre se présente à lui, et lui explique comment parler aux foules pour les manipuler. Sous son influence, Peter devient plus fort mentalement, plus confiant. Son mentor l'aide financièrement, puis lui conseille de faire tuer Nicholas Bloss, un collègue et ami, afin d'en faire un martyr de la cause. Peter donne l'ordre du meurtre, puis en tire parti dans des meetings qui sont maintenant très fréquentés. Ganz est de plus en plus inquiet de la montée en puissance de son ancien protégé, car il voit resurgir les horreurs qu'il a vécues en Allemagne. Un jour, il interrompt la réunion des néo-nazis et humilie Peter devant tout le monde. Peter revoit encore l'homme mystérieux qui lui montre son visage : c'est Adolf Hitler. Ce dernier lui ordonne de tuer Ganz, ce que Peter accomplit rapidement. Néanmoins, il est poursuivi par la police en tant que complice du meurtre de son ami, et il est tué par les policiers en tentant de s'enfuir. Mais l'ombre de Hitler continue à se profiler sur les murs de la ville : il cherche une autre proie à séduire pour la lancer à la conquête du monde.

### Épisode 5:La Muette
- Titre original : Mute
- Numéro : 107 (4-05)
- Scénariste : Richard Matheson
- Réalisateur : Stuart Rosenberg
- Diffusion : 
  -  États-Unis : 31 janvier 1963 sur CBS
- Durée : 51 minutes
- Distribution : Barbara Baxley (Cora Wheeler), Frank Overton (Harry Wheeler), Irene Dailey (Miss Frank), Ann Jillian (Ilse), Oscar Beregi (Karl Werner), Claudia Bryar (Frau Nielsen).
- Résumé : En 1953, à Düsseldorf (Allemagne), quatre couples s'engagent sur un projet : développer la communication télépathique et élever leurs enfants de manière télépathique. Dix ans après, en 1963, dans la ville américaine de German Corners, le shérif Wheeler est appelé pour un incendie qui a ravagé la maison des Nielsen. Holger et Fanny Nielsen sont morts, mais leur fille Ilse, âgée de 12 ans, a survécu. Élevée de manière télépathique, elle ne sait pas parler, et ressent le langage oral comme un bruit diffus et agressif. Les époux Wheeler, qui ont recueilli la pré-adolescente, ne savent pas comment s'y prendre, pensant qu'elle est muette. Le shérif Wheeler écrit aux familles de Düsseldorf dont il a trouvé les adresses, pour leur demander quoi faire de la jeune fille. Mais Cora Wheeler vole et détruit les lettres, afin de pouvoir garder Ilse avec elle. Cora Wheeler propose à son époux d'engager une procédure en vue d'adopter Ilse. En effet, ils ont perdu auparavant leur fille unique, et Cora Wheler souhaite élever un enfant à qui elle apporterait de l'affection. Ils tentent de communiquer avec elle, mais leurs efforts sont vains. Ils décident d'inscrire la jeune fille dans une école spécialisée, sous l'autorité d'une professeur à poigne, Miss Frank. Au fil des jours, les cours sont pour Ilse un véritable calvaire. Miss Frank comprend que les difficultés d'Ilse ont une origine psychique, et pense que ses parents l'ont éduquée dans le but de la faire devenir médium. Elle commence à communiquer avec Ilse de manière mentale, et la jeune fille est réceptive à ses messages. L'un des couples de Düsseldorf, les Werner, inquiet de ne plus avoir de nouvelles des Nielsen, se rend à German Corners. Ils se présentent chez les Wheeler et demandent à voir Ilse. Lorsqu'elle revient de l'école, les Werner lui envoient des pensées pour la pousser à se mettre de leur côté, mais Ilse résiste et parvient finalement à parler, rejetant ses pouvoirs télépathiques. Les Werner comprennent que l'enfant était pour leurs amis un sujet d'expérience, et que chez les Wheeler elle sera aimée d'un amour tendre. Ils acceptent leur « défaite » et repartent, laissant Ilse avec sa nouvelle famille.
- Remarque: Oscar Beregi, Sr. joue son 3ème personnage dans la série ( Rendez-vous dans un siècle ; Le Musée des morts)

### Épisode 6:Le Vaisseau de la mort
- Titre original : Death Ship
- Numéro : 108 (4-06)
- Scénariste : Richard Matheson
- Réalisateur : Don Medford
- Diffusion : 
  -  États-Unis : 7 février 1963 sur CBS
- Distribution : Jack Klugman (Captain Ross), Ross Martin (Lt Mason), Fredrick Beir (Lt Carter).
- Durée : 51 minutes
- Résumé : Un vaisseau spatial terrien atterrit sur une planète inconnue, à la recherche d'un environnement habitable. Les trois astronautes de l'appareil, Ross, Mason et Carter ont la surprise de découvrir un vaisseau strictement identique au leur qui s'est écrasé. Ils vont l'explorer et découvrent dans la cabine de pilotage trois cadavres : ce sont eux trois, morts. Ross pense qu'ils assistent à une projection visuelle de l'avenir, et que le vaisseau écrasé est ce qui leur arrivera s'ils tentent de repartir. Il donne donc l'ordre de rester sur la planète. Plus tard, alors qu'ils sont retournés dans leur vaisseau, Carter se retrouve brusquement chez lui, et croise deux voisins. Mais se rendant dans sa maison, il trouve un télégramme annonçant qu'il est mort. Il s'agissait d'une hallucination, partie aussi rapidement qu'elle a surgi. C'est ensuite Mason qui se réveille dans la campagne et découvre sa femme et sa fille qui l'attendent autour d'un pique-nique. Les frontières entre réel et imaginaire, entre la vie et la mort, s'estompent, plongeant le trio dans une grande angoisse et un violent conflit, car Carter se souvient que les deux voisins sont morts et Mason admet que sa fille et sa femme sont mortes. Ross conclut alors à une manipulation mentale de la part d'habitants de la planète : ceux-ci fabriqueraient des images mentales pour les terroriser, afin de protéger leur planète d'une invasion extérieure. Les astronautes décollent mais le capitaine décide de revenir à la surface, assurant que le vaisseau écrasé (une hallucination) aura alors disparu. Mais la vision du vaisseau écrasé est toujours présente ! Tous trois doivent admettre qu'en réalité ils sont bien morts et qu'ils ne pourront jamais retourner sur la Terre.
- Remarque: Jack Klugman  joue son 4ème personnage dans la série (Coup de trompette S01E32 ,Le Joueur de billard S03E05,Amour paternel S05E01);Ross Martin son 2ème ( Quatre d'entre nous sont mourants S01E13)

### Épisode 7:Jess-Belle
- Titre original : Jess-Belle
- Numéro : 109 (4-07)
- Scénariste : Earl Hamner, Jr.
- Réalisateur : Buzz Kulik
- Diffusion : 
  -  États-Unis : 14 février 1963 sur CBS
- Durée : 51 minutes.
- Distribution : Anne Francis (Jess-Belle), James Best (Billy-Ben), Laura Devon (Ellwyn), Jeanette Nolan (Granny Hart), Jon Lormer (le révérend).
- Résumé : Billy-Ben Turner est un jeune homme qui va se marier avec Ellwyn Glover. Mais Jess-Belle, son ancienne amante, voyant cela d'un mauvais œil, demande à une sorcière, Granny Hart, de lui préparer un philtre d'amour pour le reconquérir. Elle le boit sans comprendre qu'il y a « un prix à payer » : elle devient sorcière et toutes les nuits à minuit, elle se change en léopard. Dans un premier temps, il lui est aisé de reconquérir Billy-Ben, envoûté par la magie de la jeune femme. Les fiançailles avec Ellwyn sont rompues et le mariage entre Billy-Ben et Jess-Belle se prépare. Néanmoins le changement de forme de Jess-Belle perturbe la jeune fille, qui redoute sa vie future d'épouse auprès de son mari. Elle repousse alors Billy-Ben, mais Granny Hart parvient à la convaincre d'accepter sa nature de sorcière. La mère de Jess-Belle comprend la métamorphose de sa fille et tente de l'aider à rompre l'envoûtement, mais en vain, et Jess-Belle s'enfuit dans la nuit sous sa forme de léopard. Les villageois organisent une battue. La trouvant dans une grange, ils lui tirent dessus alors qu'elle menaçait Ellwyn, et croient l'avoir tuée. Le sort jeté sur Billy-Ben disparaît et ce dernier propose à Ellwyn Glover de renouer leurs liens. Le mariage a lieu, mais Billy-Ben comprend que Jess-Belle n'est pas morte et peut continuer à intervenir dans sa vie en se transformant en différents animaux : crapaud, araignée, souris. Dans la maison de Billy-Ben, elle tente de tuer Ellwyn en faisant tomber sur elle une grande horloge. Billy-Ben va alors trouver Granny Hart et lui demande comment se débarrasser de Jess-Belle. Elle lui explique qu'il faut fabriquer une effigie de Jess-Belle et lui planter une épingle en argent dans le cœur. Rentrant chez lui, il découvre que Jess-Belle a envoûté sa femme. Rapidement, il fabrique l'effigie et y plante l'épingle en argent. La sorcière meurt définitivement et les mariés sont délivrés.
- Note : La trame de cet épisode semble librement inspirée du film Cat people (1942) de Jacques Tourneur.
- L'acteur James Best est aussi le héros de Les funérailles de Jeff Myrtlebank (saison 3, épisode 23) où on le pense également victime de possession diabolique.

### Épisode 8:Miniature
- Titre original : Miniature
- Numéro : 110 (4-08)
- Scénariste : Charles Beaumont
- Réalisateur : Walter Grauman
- Diffusion : 
  -  États-Unis : 21 février 1963 sur CBS
- Distribution : Robert Duvall (Charley Parkes), Pert Kelton (Mme Parkes), Barbara Barrie (Myra), William Windon (Dr Wallman), Lennie Weinrib (Buddy)
- Résumé : Charley Parkes est un comptable célibataire trentenaire, asociable et renfermé sur lui-même, vivant encore chez sa mère. Un jour, son chef le renvoie pour manque d'intégration à l'équipe. Le même jour, Charley va visiter le musée de la ville, et y découvre une maison de poupée, reproduction d'un intérieur bostonien du XIXe siècle. S'y trouve la poupée d'une jeune femme que Charley voit bouger et entend jouer du clavecin. Lui seul voit cette poupée animée. Charley revient contempler la maison de poupée et est fasciné chaque jour davantage par la poupée animée. Il dissimule à tous son emploi du temps et ne cherche plus de travail. Son beau-frère Buddy tente de l'aider en lui proposant un nouveau travail, et sa sœur Myra lui présente une de ses amies, Harriet. Mais Charley décline l'offre d'emploi et le rendez-vous avec Harriet se révèle catastrophique. Au musée, Charley voit la poupée être agressée par un soupirant ivre éconduit. Pour venir à son secours, Charley casse la vitrine, ce qui entraîne son placement en centre hospitalier psychiatrique. Le docteur persuade progressivement Charley qu'il n'y a jamais eu de poupées animées ailleurs que dans sa tête. Après une thérapie, Charley sort apparemment guéri de la clinique. Mais le jour-même, il s'échappe de la maison familiale pour retourner au musée. Sa famille et le docteur se mettent à sa recherche et se rendent au musée, où ils pensent le trouver. Mais dans la salle où se trouve la maison de poupée, il n'y a personne. En passant devant la vitrine, le gardien voit Charley à l'intérieur de la maison de poupée, devenu lui-même poupée animée, et échangeant plaisamment avec la jeune fille de ses rêves, à laquelle il a avoué son amour.
- Remarque : Les scènes de la maison de poupées ont été tournées en couleur. Dans les CD vendus dans le commerce, il est possible de visionner l'épisode en noir et blanc intégralement, ou bien de regarder la version avec les scènes colorisées. Il s'agit d'une des premières expérimentations de la couleur à la télévision américaine.
- L'idée de la maison de poupées animées, reproduisant une maison ancienne, et visibles sporadiquement par une seule personne peut provenir de la nouvelle de M.R. James "La maison de poupées hantée". Il s'agit cependant d'un récit d'épouvante.

### Épisode 9:Le Journal du Diable
- Titre original : Printer's Devil
- Numéro : 111 (4-09)
- Scénariste : Charles Beaumont
- Réalisateur : Ralph Senensky
- Diffusion : 
  -  États-Unis : 28 février 1963 sur CBS
- Distribution : Robert Sterling (Douglas Winter), Patricia Crowley (Jackie Benson), Burgess Meredith (M. Smith)
- Résumé : Douglas Winter dirige un journal de province qui est sur le point de faire faillite. Son linotypiste démissionne pour passer à la concurrence, et sa secrétaire Jackie Benson ne parvient pas à lui remonter le moral. Alors qu'il veut se suicider en se jetant dans le fleuve, Douglas est interpellé par un certain monsieur Smith qui lui propose son aide pour sauver le journal. Linotypiste et chroniqueur, Smith parvient à lui tout seul à redresser l'entreprise, en payant toutes les dettes du journal, puis en livrant des informations dramatiques et en les imprimant en un temps record. Winter finit par s'apercevoir que Smith peut même prédire l'avenir : il parvient à anticiper chaque nouvelle avant qu'elle n'ait lieu, car Smith a modifié la machine d'impression pour que tout ce qui y est écrit se réalise. Winter est du coup accusé d'avoir mis le feu au journal concurrent, car il a publié la nouvelle juste après l'événement. Douglas provoque une explication : Smith sort alors un contrat de sa poche par lequel il propose l'échange de l'âme immortelle de Douglas contre la réussite permanente du journal. Douglas qui ne croit pas au diable finit par signer le contrat. Sa secrétaire et fiancée Jackie, le trouve de plus en plus tendu et agressif, et se méfie de M. Smith. Une altercation a lieu entre Jackie et Smith, et la jeune femme gifle le mystérieux journaliste. Pour se venger, ce dernier annonce à Douglas qu'il va écrire dans le journal que la jeune femme aura eu un grave accident de voiture le soir même. Affolé, Douglas part à la recherche de Jackie pour tenter d'empêcher l'accident. Mais Jackie revient dans les locaux pour s'excuser. Smith lui dit qu'il démissionne et qu'il souhaite qu'elle l'emmène en voiture jusqu'à l'aéroport. Jackie accepte et le laisse conduire. Durant le trajet, Smith roule de plus en plus vite, afin de provoquer l'accident. Douglas, comprenant enfin que Smith est le diable, modifie l'article de journal annonçant l'accident : le nouvel article annonce que Smith a démissionné, qu’il a définitivement quitté le journal et que le contrat conclu avec Douglas Winter est résilié. L'accident a lieu mais Jackie en sort indemne et Smith a disparu. Jackie court retrouver Douglas qui lui explique qu'il va repartir sur de nouvelles bases. Pour commencer sur des bases saines, il se débarrasse de la machine d'impression fabriquée par Smith.
- Remarque : Il s'agit de la dernière apparition dans cette série de l'acteur Burgess Meredith. C'est lui qui sera le narrateur dans l'adaptation de la série au cinéma.

### Épisode 10:Le Bon Vieux Temps
Pour les articles homonymes, voir Le Bon Vieux Temps.
- Titre original : No Time Like the Past
- Numéro : 112 (4-10)
- Scénariste : Rod Serling
- Réalisateur : Justus Addiss
- Diffusion : 
  -  États-Unis : 7 mars 1963 sur CBS
- Distribution : Dana Andrews (Paul Driscoll), Patricia Breslin (Abigail Sloane), Robert F. Simon (Harvey)
- Résumé : Paul Driscoll, un physicien, a inventé une machine à voyager dans le passé. Il décide de l'utiliser afin de changer des éléments néfastes de l'Histoire. Il commence par se rendre au Japon en août 1945 afin d'avertir la population de la future attaque nucléaire des États-Unis contre Hiroshima mais l'officier supérieur nippon qui le reçoit ne le croit pas. Il se rend ensuite en août 1939 à Berlin, mais sa tentative d'assassiner Hitler, depuis la fenêtre d'une chambre d'hôtel, avec un fusil à lunette, échoue. Il se transporte enfin sur le RMS Lusitania en 1915 pour éviter que le navire ne se fasse torpiller par un sous-marin allemand (provoquant l'entrée en guerre des États-Unis) mais le commandant refuse de l'écouter. Échaudé par ses échecs, il décide alors d'aller vivre dans une calme petite ville de l'Indiana en 1881 car il ne supporte plus son époque. Là, il jure de ne plus jamais intervenir pour modifier l'Histoire. Mais la tentation frappe deux fois à sa porte. Tout d'abord il constate que le président James Garfield va être assassiné le lendemain de son arrivée le 2 juillet 1881 ; il décide de ne rien faire. Puis, grâce à un ouvrage historique qu'il avait emporté avec lui, il découvre que l'école dans laquelle travaille la ravissante institutrice qu'il a rencontrée peu de temps auparavant, va être détruite dans un incendie communiqué par un chariot, et douze élèves vont être gravement brûlés. Tentant d'éviter qu'un chariot portant une lampe à pétrole ne percute l'école, il va sans le vouloir être à l'origine de l'incendie qu'il voulait éviter ! Tourmenté par son acte, il fait ses adieux à l'institutrice Abbie et revient à son époque d'origine. Il déclare à son collègue Harvey que le passé appartient aux gens du passé et que nul ne peut ni ne doit le modifier. Il décide de s'employer à agir pour l'avenir, pour vivre dans un monde meilleur.

### Épisode 11:Le Parallèle
- Titre original : The Parallel
- Numéro : 113 (4-11)
- Scénariste : Rod Serling
- Réalisateur : Alan Crosland Jr.
- Diffusion : 
  -  États-Unis : 14 mars 1963 sur CBS
- Distribution : Steve Forrest (Robert Gaines), Jacqueline Scott (Helen Gaines), Frank Aletter (Connecher), Philip Abbott (General Eaton),Paul Comi
- Résumé : Le major Robert Gaines est astronaute. Au cours d'une mission spatiale de rotations autour de la Terre, il perd le contrôle avec la base pendant 6 heures. Un éclair l'aveugle et il s'évanouit. Son vaisseau revient sur Terre sans qu'on sache comment. Gaines se réveille à l'hôpital militaire et ne se souvient de rien. Rentré chez lui, certains détails de son environnement quotidiens ont changé. Sa femme et sa fille peinent à le reconnaître. Lui-même est intrigué par des détails personnels étranges : parti dans l'espace comme major (commandant), il découvre qu'il est en fait colonel depuis plusieurs mois ; la maison est entourée d'une clôture blanche alors que sa maison n'était pas clôturée avant son départ dans l'espace. Des détails de l'histoire sont différents : John Kennedy n'est pas le président des États-Unis. Après quelques jours passés dans ce monde qui lui est familier tout en étant différent, son général lui demande d'examiner la fusée qu'il a utilisée pour vérifier qu'il s'agit bien de celle avec laquelle il est parti. Il entend alors la voix radio qu'il avait perdue durant son voyage. Il se précipite dans la fusée et revit son voyage. Il s'évanouit de nouveau et se réveille encore sur le même lit d'hôpital. À ce moment-là, tout est « rentré dans l'ordre » : tous les détails de la vie ont retrouvé leur place. Il raconte ce qu'il a vécu, et parle de faille spatio-temporelle, de monde parallèle dans lequel vivent des êtres semblables à eux-mêmes avec juste quelques détails qui diffèrent. Lui-même aurait passé une semaine dans cet autre espace. Ses supérieurs pensent qu'il est devenu fou. Alors que le général et un de ses adjoints quittent la chambre d'hôpital, ils apprennent que quelques minutes auparavant, le centre spatial a entendu un message d'un autre Robert Gaines, colonel, en orbite autour de la Terre, de la mission Astro 7. Le vaisseau a communiqué avec la base puis a totalement disparu. Le récit de Gaines est ainsi confirmé.

### Épisode 12:Un rêve de génie
- Titre original : I Dream of Genie
- Numéro : 114 (4-12)
- Scénariste : John Furia
- Réalisateur : Robert Gist
- Diffusion : 
  -  États-Unis : 21 mars 1963 sur CBS
- Distribution : Howard Morris (George P. Hanley), Patricia Barry (Ann), Loring Smith (Watson), Mark Miller (Roger), Jack Albertson (le génie).
  - Résumé : George P. Hanley est un modeste comptable dans un bureau. Il est secrètement amoureux de Ann, la secrétaire. Mais c'est un homme timide, écrasé par ses collègues, méprisé par son patron et ignoré des femmes. Pour l'anniversaire de Ann, il achète une lampe à huile antique dans une boutique de cadeaux. Mais une fois au bureau, il n'ose pas lui offrir ce cadeau tandis que son collègue Roger séduit Ann par son entrain. Seul son chien Attila lui est d'un certain réconfort. Rentré chez lui, il frotte la lampe et un génie en sort, lui proposant d'exaucer un unique vœu. George réfléchit et imagine trois vœux différents. Dans le premier, il est devenu le mari de Ann, qui est elle-même devenue une célèbre actrice de cinéma sous le nom de Ann Alexandra. Mais il se rend compte qu'elle continuera à le mépriser, le repousser et le trompera avec d'autres hommes. Dans le deuxième, il est devenu un capitaine d'industrie très riche, qui reçoit des solliciteurs pour des œuvres charitables. Il se rend compte que posséder beaucoup et passer son temps à acheter est très ennuyeux. Enfin, dans un troisième, il a le pouvoir en ayant été élu président des États-Unis. Il prend des décisions importantes pour le pays, mais lorsque la planète est attaquée par des soucoupes volantes, il ne sait plus quoi faire. Il se rend compte que ni une belle femme, ni l'argent, ni le pouvoir ne peuvent le contenter. Après réflexion, il formule enfin son vœu, qui est de devenir le génie de la lampe. Il peut ainsi rendre les gens heureux, en accordant à ceux qui frottent la lampe, non pas un, mais trois vœux à réaliser. Le premier à trouver la lampe dans les poubelles est un clochard.

### Épisode 13:La Nouvelle Exposition
- Titre original : The New Exhibit
- Numéro : 115 (4-13)
- Scénariste : Charles Beaumont / Jerry Sohl (en)
- Réalisateur : John Brahm
- Diffusion : 
  -  États-Unis : 4 avril 1963 sur CBS
- Distribution : Martin Balsam (Martin Lombard Senescu), Will Kuluva (M. Ferguson), Maggie Mahoney (Emma Senescu), William Mims (Dave), David Bond (Jack l'Éventreur)
- Résumé : Martin Senescu est le gardien et le guide du musée de cire Ferguson, et s'occupe notamment des statues représentant cinq grands meurtriers de l'histoire. Un jour, son patron, M. Ferguson, l'informe que le musée va fermer ses portes pour être remplacé par un supermarché. Dépité, Martin demande à son patron s'il peut garder chez lui les statues dont il s'occupe. Ferguson accepte et Martin dépose les cinq statues de cire dans le sous-sol de sa maison et y installe la climatisation. Il passe ensuite tout son temps dans le sous-sol à s'occuper des mannequins et à leur parler, jusqu'à l'obsession. Son épouse Emma voit d'un mauvais œil ce changement dans leur vie et demande conseil à son frère Dave qui lui enjoint d'ordonner à Martin de se débarrasser des statues, ou bien d'aller elle-même couper la climatisation du sous-sol. La nuit suivante, alors qu'elle descend au sous-sol, Emma est poignardée par Jack l'Éventreur. Au matin, Senescu découvre le corps de son épouse et affolé, il l'enterre dans le sol. Quand l'employé du gaz vient sonner plus tard, il prétend qu'Emma est en voyage. Survient ensuite Dave, qui lui demande où est Emma. Senescu répond qu'elle est partie rendre visite à sa sœur. Guère convaincu par cette réponse, Dave entend la climatisation et comprend, en voyant fermée à clef la porte menant au sous-sol, que Senescu a gardé en bon état les statues. S'introduisant en cachette dans le sous-sol, Dave est à son tour assassiné à coup de hache par la statue d’Albert W. Hicks. Survient enfin Ferguson, qui annonce à Senescu que les statues vont être vendues à un musée en Belgique. Martin en est très malheureux, et tandis qu'il s'est absenté quelques instants, Ferguson est lui aussi assassiné, étranglé par la statue de Landru. Découvrant le cadavre de Ferguson, Senescu se met en colère contre les statues. Les statues s'avancent alors vers lui et le tuent. Le récit se termine dans le musée de cire en Belgique, où les cinq statues sont de nouveau exposées. On y a adjoint la statue d'un meurtrier récent : Martin Lombard Senescu qui a tué sauvagement trois personnes.

### Épisode 14:Je me souviens de Cliffordville
- Titre original : Of Late I Think of Cliffordville
- Numéro : 116 (4-14)
- Scénariste : Malcolm Jameson / Rod Serling
- Réalisateur : David Lowell Rich
- Diffusion : 
  -  États-Unis : 11 avril 1963 sur CBS.
- Distribution : Albert Salmi (William J. Feathersmith), Julie Newmar (Miss Devlin), John Anderson (Sebastian Deidrich), Wright King (M. Hecate)  Guy Raymond (Gibbons)
- Résumé : William J. Feathersmith, homme d'affaires arrogant et impitoyable, au sommet de sa carrière, réussit à écraser son concurrent, Deidrich, en rachetant une créance très importante et en sommant son interlocuteur de la payer immédiatement, ce que le débiteur est dans l’impossibilité de faire. Satisfait de sa journée, il discute avec le vieux M. Hecate, homme de ménage, qui lui confie être originaire comme lui d'une ville appelée Cliffordville, dans l'Indiana. Feathersmith fait part de son désir d'y retourner, car maintenant qu'il a atteint le sommet de la réussite, il s'ennuie et est nostalgique de ses débuts de « self-made-man ». Quittant M. Hecate et se dirigeant vers la sortie de l'immeuble, il rencontre la mystérieuse miss Devlin (Devil = Diable) qui lui propose de partir à Cliffordville et d'y reprendre son ascension commerciale depuis le début. Feathersmith accepte aux conditions suivantes : il veut partir tout de suite, dans la peau d'un jeune homme de trente ans, et souhaite retrouver la ville telle qu'elle était en 1910, tout en se souvenant de ce qui s'est passé durant les cinquante dernières années. Devlin accepte, mais comme il ne peut payer avec son âme (il a été si abject que le diable dispose déjà de son âme), Feathersmith est obligé de payer avec toute la fortune qu'il a accumulée, à l'exception de 1 412,14 $ que lui laisse Devlin. C'est ainsi que le jeune Feathersmith se retrouve à Cliffordville en 1910. Il croise le jeune Hecate. Puis Feathersmith retrouve une jeune fille dont il était amoureux, mais elle s'avère être une sotte ennuyeuse : Feathersmith l'avait idéalisée dans son souvenir. Commençant à faire des affaires, Feathersmith rachète à Deidrich une parcelle de terre marécageuse de 1 400 acres, sachant qu'elle contient du pétrole. Il dépense ainsi la quasi-totalité de son avoir. Mais il a oublié que ce pétrole est enfoui très profondément et que la machine à forer en profondeur n'a été inventée qu'en 1937. Son terrain est donc inexploitable pendant presque 25 ans. Il tente ensuite de convaincre des garagistes d'inventer un démarreur d'automobile, mais n'étant pas ingénieur, il est incapable de rédiger des plans. Il rencontre de nombreuses personnes et tente en vain de les persuader d'inventer des machines modernes, mais tout le monde se moque de lui. Arrivé au soir, Feathersmith est totalement découragé, et épuisé car l'intérieur de son corps a toujours 75 ans malgré son apparence jeune.  Miss Devlin se présente de nouveau devant lui, et lui demande s'il aimerait retourner en 1963. Le prix à payer serait d'une part 40 dollars, d'autre part son futur de 1963 serait la conséquence du temps passé en 1910. Feathersmith, pour trouver les 40 dollars, vend son titre de propriété de la parcelle à pétrole au premier venu, qui se trouve être Hecate. Il est alors renvoyé en 1963. Là, ayant tout oublié du passé, il est un modeste homme de ménage, dans l'immeuble dont le directeur est M. Hecate qui est devenu riche grâce à son titre de propriété pétrolière. Hecate évoque avec Feathersmith ses débuts à Cliffordville.

### Épisode 15:Le Monde incroyable de Horace Ford
- Titre original : The Incredible World of Horace Ford
- Numéro : 117 (4-15)
- Scénariste : Reginald Rose
- Réalisateur : Abner Biberman
- Diffusion : 
  -  États-Unis : 18 avril 1963 sur CBS
- Distribution : Pat Hingle (Horace Ford), Nan Martin (Laura Ford), Ruth White (Mme Ford), Phillip Pine (Leonard O'Brien).
- Résumé : Horace Ford est un ingénieur de 38 ans, spécialisé dans la conception de jouets. Il est nostalgique de son enfance dont il parle constamment, et son comportement d'enfant criard et capricieux indispose sa mère et son épouse, avec qui il habite. Obsédé par les jeux de son enfance et se sentant incompris des siens, il décide de retourner dans la rue où il a grandi. Là il retrouve tout en l'état, et il croise même ses anciens camarades de jeux qui ont toujours 10 ans. Bouleversé par cette rencontre, il rentre chez lui et raconte l'aventure à sa femme qui ne le croit pas. Celle-ci est pourtant troublée quand l'un des enfants du quartier rapporte sa montre que Horace a fait tomber dans la rue. Une 2e puis une 3e fois, Horace retourne dans la rue de sa jeunesse, et chaque fois, il y revit exactement la même scène. Ses proches deviennent très inquiets de sa santé mentale. Ces faits inexplicables l'obsèdent, et Horace devient très négligent dans son travail, au point que son patron le renvoie. Au bord de la folie, et cherchant à comprendre ce qui se passe, Horace retourne encore sur les lieux de sa jeunesse : la même scène se répète encore, mais cette fois-ci Horace cherche à parler à ses anciens copains tandis que ceux-ci manigancent de tabasser un des leurs qui ne les a pas invités à sa fête d'anniversaire. Alors Horace adulte se change en Horace enfant, et ses camarades se jettent sur lui et le battent (car c'était lui qui ne les avait pas invités). À la maison, Laura Ford et ses amis attendent Horace pour fêter son anniversaire. Arrive alors encore le même garçon qui rapporte la montre tombée d'Horace : mais sa montre d'adulte s'est changée en une montre Mickey. Laura, entrevoyant ce qui s'est passé, se précipite dans l'ancien quartier d'Horace et le trouve assommé dans une ruelle : c'est un garçon de 10 ans. Mais il reprend l'apparence d'Horace adulte et se réveille. Il comprend alors qu'il avait totalement idéalisé son quartier, ses jeux et ses camarades, tandis que son enfance fut en réalité pénible et violente, dans un quartier sale et pauvre. Laura ramène son mari à la maison.

### Épisode 16:Jeudi, nous rentrons à la maison
- Titre original : On Thursday We Leave for Home
- Numéro : 118 (4-16)
- Scénariste : Rod Serling
- Réalisateur : Buzz Kulik
- Diffusion : 
  -  États-Unis : 2 mai 1963 sur CBS
- Distribution :  James Whitmore (capitaine William Benteen), Tim O'Connor (colonel Sloane), James Broderick (Al Baines), Paul Langton (George).
- Résumé : Depuis trente ans, William Benteen dirige avec détermination et courage une colonie humaine de 187 personnes sur une planète lointaine, torride, désertique et inhospitalière. Beaucoup des habitants de cette colonie n'ont jamais vu la Terre ou n'en ont que de lointains souvenirs, et soutiennent leur moral en évoquant la nature terrestre, sa verdure et ses saisons variables. Ici, en raison de deux soleils, la chaleur est étouffante, l'eau est rare et rationnée, et tout le monde en a assez de cette planète, n'aspirant qu'à retourner sur Terre. Tous guettent et espèrent constamment la venue d'un vaisseau Terrien qui les emmènera. Ce vaisseau arrive enfin et le colonel Sloane qui le commande informe les survivants qu'ils vont pouvoir être rapatriés sur Terre d'ici trois jours. Tous hurlent de joie, mais Benteen, mégalomane, est furieux de ne plus diriger ses compagnons, et il ne peut supporter l'idée que le groupe se sépare une fois qu'ils seront de retour, pensant que sans lui, ils ne pourront faire face à la vie. Une altercation a lieu entre lui et le colonel Sloane, qui lui suggère d'organiser un vote à ce sujet. Benteen propose à ses compagnons de survie de rester tous groupés en un même endroit une fois arrivés sur Terre. Mais ses compagnons ne le souhaitent pas et chacun expose ses projets. N'arrivant pas à décourager la colonie de repartir sur Terre, et un vote unanime des colons confirmant leur souhait d'embarquer, Benteen annonce alors qu'il ne partira pas avec eux. Le matin du départ, le commandant fait procéder à l'embarquement, tandis que Benteen part se cacher dans une grotte. N'arrivant pas à le trouver, le vaisseau quitte la planète sans lui. Benteen resté seul parle dans le vide comme si ses administrés étaient encore là, puis il sort de la grotte et crie vers le ciel qu'il veut rentrer lui aussi à la maison.
- Commentaire : Dans la scène se passant dans la grotte entre environ 5:12 et 6:03, un mauvais cadrage laisse voir le micro du perchman en bas de l'écran.

### Épisode 17:Traversée à bord du Lady Anne
- Titre original : Passage on the Lady Anne
- Numéro : 119 (4-17)
- Scénariste : Charles Beaumont
- Réalisateur : Lamont Johnson
- Diffusion : 
  -  États-Unis : 9 mai 1963 sur CBS
- Distribution : Joyce Van Patten (Eileen Ransome), Lee Philips (Alan Ransome), Gladys Cooper (Mrs McKenzie), Wilfrid Hyde-White (Mr McKenzie), Cecil Kellaway (Burgess), Cyril Delevanti (un officier)
- Résumé : Eileen et Alan Ransome sont un couple d'Américains qui traverse une période difficile. Pour réactiver leur relation, ils décident de faire une nouvelle lune de miel à Londres, mais de s'y rendre en bateau plutôt qu'en avion. Dans une agence de voyages, ils achètent des billets pour le luxueux mais très lent et vétuste Lady Anne bien que l'employé tente de les dissuader d'embarquer sur ce bateau. Une fois à bord, plusieurs passagers anglais s'étonnent de leur présence, et l'un d'eux prétend qu'il s'agit d'une croisière privée, tandis qu'un autre propose de leur racheter leurs billets au triple du prix pour qu'ils descendent avant le départ. Les Ransome restent tout de même, mais se rendent compte rapidement qu'aucun passager n'a en dessous de 70 ans. Le rapprochement du couple est un échec et ils décident de se séparer dès qu'ils arriveront à Londres. En attendant, ils acceptent de prendre le thé avec Mme et M. McKenzie qui leur racontent que ce bateau est un bateau de lune de miel et que tous les vieillards qui s'y trouvent s'y sont aimés quand ils étaient jeunes. Tandis qu'Alan et Eileen sont sur le pont, Eileen disparaît brusquement. Alan la cherche partout en vain, et finit par la retrouver dans leur chambre, où elle est métamorphosée : elle est devenue passionnée et amoureuse. Alan est aussi pris par cette fièvre amoureuse générée par le bateau, et leur relation s'en trouve renouvelée. Tandis que se déroule une fête à bord, le capitaine oblige Alan et Eileen à quitter le bateau dans un canot. Le navire les laisse et disparaît pour toujours avec ses passagers, tel un vaisseau fantôme.
- Remarque :Deuxième passage (Saison 3 Épisode 16: Rien à Craindre) de Gladys Cooper qui jouera encore une fois dans la série (Saison 5  Épisode 19: Appel Nocturne),Lee Philips jouera encore dans l'épisode  La Reine du Nil  (Queen of the Nile ) Saison 5, Épisode 23

### Épisode 18: Le Chantre
- Titre original : The Bard
- Voir : Chantre (christianisme)
- Numéro : 120 (4-18)
- Scénariste : Rod Serling
- Réalisateur : David Butler
- Diffusion : 
  -  États-Unis : 23 mai 1963 sur CBS
  - Distribution : Jack Weston (Julius Moomer), Henry Lascoe (M. Hugo), John McGiver (Shannon), John Williams (William Shakespeare), Doro Merande (Sadie), Burt Reynolds (Rocky Rhodes)
- Résumé : Julius Moomer est un ancien conducteur de tramways reconverti en scénariste. Il est cependant déplorable écrivain et ne vend jamais une seule histoire. À force de le harceler, il finit par obtenir de son patron, M. Hugo, qu'il lui offre une dernière chance : écrire le pilote d'une nouvelle série télévisée traitant de magie noire. Il se rend dans une librairie d'occasion pour y acquérir un livre de magie noire afin de se documenter. Un livre sort magiquement des rayonnages et se jette à ses pieds. Il repart avec le livre et se met à tenter des conjurations, mais il y est aussi peu doué que pour écrire. Il invoque accidentellement William Shakespeare qui se met au service de Julius en écrivant ses scripts à sa place. Hugo arrive à présent à vendre ses scénarios, et il devient célèbre, passant dans des émissions de télévision dans lesquelles il se montre prétentieux et orgueilleux. Shakespeare manifeste son mécontentement car son nom n'est jamais cité dans les œuvres écrites et il menace Julius de s'en aller. Ce dernier accepte qu'il assiste à la répétition d'un de ses récits. Mais ce dernier a subi de nombreuses adaptations pour être au goût du jour et pour plaire aux producteurs, et Shakespeare fâché quitte le plateau en donnant sa « démission » à Julius. Julius est désespéré, d'autant qu'il doit écrire le scénario d'un film de 2h30 sur l'histoire des États-Unis. Mais il trouve la solution : se rendant chez son agent, il amène avec lui une bande de personnages historiques américains qu'il a fait venir par invocation. Il présente ainsi à M. Hugo : le général Lee, le général Grant, George Washington, Abraham Lincoln, Pocahontas, Daniel Boone, Theodore Roosevelt, Benjamin Franklin.
- Remarque : Burt Reynolds interprète un comédien : il se livre à une incroyable imitation de Marlon Brando dans Un tramway nommé Désir.